# 赖纳·舍恩菲尔德
赖纳·舍恩菲尔德（德語：Rainer Schönfelder，1977年6月13日—），奥地利男子高山滑雪运动员。他曾代表奥地利参加2002年和2006年冬季奥林匹克运动会高山滑雪比赛，其中2006年冬季奥运会获得二枚铜牌。